# Dąbrowy Kliczkowskie
Dąbrowy Kliczkowskie este o arie protejată (sit de importanță comunitară — SCI) din Polonia întinsă pe o suprafață de 552,91 ha, integral pe uscat.

## Localizare
Centrul sitului Dąbrowy Kliczkowskie este situat la coordonatele 51°23′39″N 15°30′50″E / 51.3942°N 15.5139°E.

## Înființare
Situl Dąbrowy Kliczkowskie a fost declarat sit de importanță comunitară în octombrie 2009 pentru a proteja 5 specii de animale.

## Biodiversitate
Situată în ecoregiunea continentală, aria protejată conține 6 habitate naturale: Turbării active, Mlaștini oligotrofe degradate, capabile încă de regenerare naturală, Depresiuni pe substraturi de turbă de Rhynchosporion, Păduri de stejar și carpen Galio-Carpinetum, Păduri acidofile de stejar bătrân cu Quercus robur pe câmpii nisipoase, Mlaștini împădurite.
La baza desemnării sitului se află mai multe specii protejate:
- mamifere (1): lupul (Canis lupus)
- nevertebrate (4): libelule (Leucorrhinia pectoralis), rădașcă (Lucanus cervus), Ophiogomphus cecilia, Osmoderma eremita